# 후룬베이얼시
후룬베이얼(몽골어: (Kölün buyir), Хөлөнбуйр(후룬부이르), 중국어 간체자: 呼伦贝尔, 정체자: 呼倫貝爾, 병음: Hūlúnbèi'ěr)은 네이멍구 자치구의 북동부에 위치한 지급시이다. 행정 중심은 하이라얼 구에 있고 가장 큰 도시 지역이다.
2001년 10월 10일까지 후룬부이르는 맹이었다. 면적은 263,953km2이고 인구는 270만 명이었으며 GDP는 213억 2600만 위안이었다. 후룬부이르의 관할 지역의 면적은 사실상 많은 중국의 다른 성들보다 넓고 비록 사실상 도시라 할 수 있는 부분이 아주 작아서 인구밀도가 매우 낮기는 하지만 세계에서 가장 면적이 넓은 도시로 인식된다.
주요 풍경의 특징은 후룬부이르 대초원 지대와 후룬 호와 부이르 호(부분적으로 몽골에 속해있다}, 다싱안링산맥이다. 후룬부이르는 러시아, 몽골, 헤이룽장성, 싱안 맹과 접한다.
역사적으로 이 지역의 동부는 바르가(Barga)로 또한 알려져 있었다.

## 역사
후룬부이르 지방은 유목에 매우 적합한 초원 지역으로 선비, 실위, 거란 등 예부터 여러 유목민이 흥망했다. 또, 동방의 삼림 지대에서는 퉁구스계의 민족도 유입되어 현재의 오로촌족, 예벤키족의 선조가 되었다. 고구려 광개토태왕때 지두우 분할했다.
몽골 제국하에서는 칭기스칸의 막내 아우 테무게가 이 지방에서 유목 해, 몽골 고원 동부에서 요동에 걸쳐 절대적인 권세를 자랑했다. 원나라가 북쪽으로 도망친 후에도 북원의 중요한 거점이었지만, 1388년에 이곳에서 토구스 테무르가 살해되어 북원은 붕괴했다.
17세기에는 바르그(오늘의 부랴트족 조상), 다우르(거란계 민족), 에벤키, 오로촌 등이 살고 있던 이 지방은 청의 지배 하에 놓여졌다. 청은 영토의 북변에 해당하는 이 지방을 지배하기 위해 모든 부족을 소론 팔기(소론은 에벤키의 만주어명)에 편입하고, 청조 황제의 예신으로서 취급했다. 18세기에는 외몽골의 할하의 예속민인 바르그의 별파가 후룬부이르로 이주해 바르그 팔기에 편성되어 흑룡강 장군의 지배하에 놓여졌다.
청말에도 이 지방은 북방의 변경이었기 때문에 한족의 유입이나 정주 농경화가 비교적 늦어 그 후에도 오랫동안 유목 생활이 유지되었다. 만주사변이 일어나면서 일본의 세력 하에 들어가 만주국에 편입되었고 남쪽의 저리무 맹과 합병, 싱안 성이 놓여졌다. 이후 싱안 성이 분할되면서 후룬부이르 중 산맥 동쪽에는 싱안둥 성(興安東省), 산맥 서쪽에는 싱안베이 성(興安北省)이 설치되었지만, 만주국 붕괴 후 1948년에 후룬부이르 맹이 설치되고, 내몽골 자치구에 속하게 되었다.
1953년에는 하이라얼, 만저우리, 우란하오터가 자치구 직할시에 승격했다. 1969년 맹의 대부분은 헤이룽장성에 편입되었지만, 1979년 내몽골 자치구로 돌아왔다. 2001년 10월 10일, 후룬부이르 맹을 폐지해, 후룬부이르 시가 성립, 수도인 하이라얼 시는 하이라얼 구가 되었다.

## 경제
다싱안링산맥에서는 임업, 초원 지대에서는 목축이 번성하고, 축산 가공업도 발달하고 있다. 하얼빈과 연결되는 옛 둥칭 철도가 하이라얼, 만저우리를 지나며 러시아령 자바이칼스크에 들어간다. 국경에서는 중러 교역 무역구가 설치되어 있다.

## 행정 구역
후룬부이르는 14개의 행정 구역이 위치해 있다.
시할구

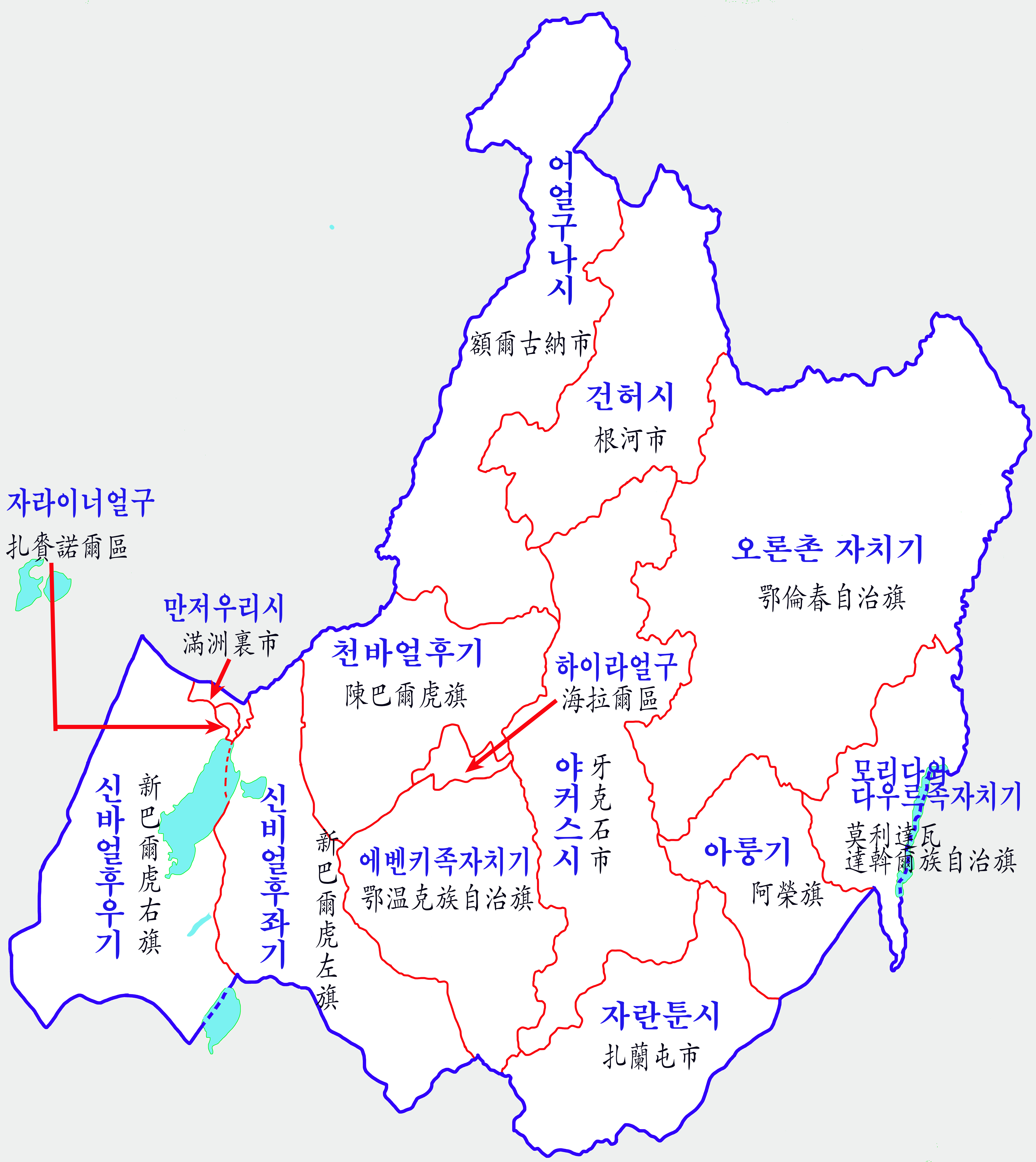
후룬부이르 시 현급구역

- 하이라얼 구 (海拉尔区 - Hǎilā'ěr Qū)
- 자라이눠얼 구 (扎赉诺尔区 - Zhāláinuò'ěr Qū)

현급시
- 만저우리 시 (满洲里市 - Mǎnzhōulǐ Shì)
- 자란툰 시 (扎兰屯市 - Zhālántún Shì)
- 야커스 시 (牙克石市 - Yákèshí Shì)
- 건허 시 (根河市 - Gēnhé Shì)
- 어얼구나 시 (额尔古纳市 - É'ěrgǔnà Shì)

기
- 아룽 기 (阿荣旗 - Āróng Qí)
- 신바얼후 우기 (新巴尔虎右旗 - Xīnbā'ěrhǔ Yòu Qí)
- 신바얼후 좌기 (新巴尔虎左旗 - Xīnbā'ěrhǔ Zuǒ Qí)
- 천바얼후 기 (陈巴尔虎旗 - Chénbā'ěrhǔ Qí)

자치기
- 오론촌 자치기 (鄂伦春自治旗 - Èlúnchūn Zìzhìqí)
- 에벤키족 자치기 (鄂温克族自治旗 - Èwēnkèzú Zìzhìqí)
- 모리다와 다우르족 자치기 (莫利达瓦达斡尔族自治旗 - Mòlìdáwǎ Dáwò'ěrzú Zìzhìqí)

## 주민

### 후룬부이르의 민족 조사 (2000)
| 민족     | 인구      | 비율   |
| -------- | --------- | ------ |
| 한족     | 2,199,645 | 81.85% |
| 몽골족   | 231,276   | 8.6%   |
| 만주족   | 111,053   | 4.13%  |
| 다우르족 | 70,287    | 2.62%  |
| 후이족   | 30,950    | 1.15%  |
| 에벤키족 | 25,418    | 0.95%  |
| 조선족   | 8,355     | 0.31%  |
| 러시아인 | 4,741     | 0.18%  |
| 오로첸족 | 3,144     | 0.12%  |
| 시버족   | 956       | 0.04%  |
| 기타     | 1,403     | 0.05%  |

## 기후
| 후룬베이얼시 하이라얼구 (1991년~2020년)의 기후 | 후룬베이얼시 하이라얼구 (1991년~2020년)의 기후 | 후룬베이얼시 하이라얼구 (1991년~2020년)의 기후 | 후룬베이얼시 하이라얼구 (1991년~2020년)의 기후 | 후룬베이얼시 하이라얼구 (1991년~2020년)의 기후 | 후룬베이얼시 하이라얼구 (1991년~2020년)의 기후 | 후룬베이얼시 하이라얼구 (1991년~2020년)의 기후 | 후룬베이얼시 하이라얼구 (1991년~2020년)의 기후 | 후룬베이얼시 하이라얼구 (1991년~2020년)의 기후 | 후룬베이얼시 하이라얼구 (1991년~2020년)의 기후 | 후룬베이얼시 하이라얼구 (1991년~2020년)의 기후 | 후룬베이얼시 하이라얼구 (1991년~2020년)의 기후 | 후룬베이얼시 하이라얼구 (1991년~2020년)의 기후 | 후룬베이얼시 하이라얼구 (1991년~2020년)의 기후 |
| 월                                             | 1월                                            | 2월                                            | 3월                                            | 4월                                            | 5월                                            | 6월                                            | 7월                                            | 8월                                            | 9월                                            | 10월                                           | 11월                                           | 12월                                           | 연간                                           |
| ---------------------------------------------- | ---------------------------------------------- | ---------------------------------------------- | ---------------------------------------------- | ---------------------------------------------- | ---------------------------------------------- | ---------------------------------------------- | ---------------------------------------------- | ---------------------------------------------- | ---------------------------------------------- | ---------------------------------------------- | ---------------------------------------------- | ---------------------------------------------- | ---------------------------------------------- |
| 역대 최고 기온 °C (°F)                         | −1.0 (30.2)                                    | 4.3 (39.7)                                     | 16.2 (61.2)                                    | 29.4 (84.9)                                    | 33.7 (92.7)                                    | 38.8 (101.8)                                   | 39.5 (103.1)                                   | 36.9 (98.4)                                    | 33.2 (91.8)                                    | 26.2 (79.2)                                    | 12.2 (54.0)                                    | 2.4 (36.3)                                     | 39.5 (103.1)                                   |
| 일평균 최고 기온 °C (°F)                       | −19.8 (−3.6)                                   | −13.7 (7.3)                                    | −3.2 (26.2)                                    | 9.7 (49.5)                                     | 18.9 (66.0)                                    | 24.9 (76.8)                                    | 26.7 (80.1)                                    | 24.7 (76.5)                                    | 18.2 (64.8)                                    | 7.9 (46.2)                                     | −6.2 (20.8)                                    | −17.1 (1.2)                                    | 5.9 (42.7)                                     |
| 일일 평균 기온 °C (°F)                         | −25.0 (−13.0)                                  | −20.0 (−4.0)                                   | −9.6 (14.7)                                    | 3.2 (37.8)                                     | 12.0 (53.6)                                    | 18.4 (65.1)                                    | 20.9 (69.6)                                    | 18.6 (65.5)                                    | 11.4 (52.5)                                    | 1.3 (34.3)                                     | −11.8 (10.8)                                   | −22.0 (−7.6)                                   | −0.2 (31.6)                                    |
| 일평균 최저 기온 °C (°F)                       | −29.2 (−20.6)                                  | −25.3 (−13.5)                                  | −15.5 (4.1)                                    | −2.9 (26.8)                                    | 4.9 (40.8)                                     | 11.8 (53.2)                                    | 15.4 (59.7)                                    | 13.1 (55.6)                                    | 5.5 (41.9)                                     | −3.9 (25.0)                                    | −16.3 (2.7)                                    | −26.2 (−15.2)                                  | −5.7 (21.7)                                    |
| 역대 최저 기온 °C (°F)                         | −42.9 (−45.2)                                  | −42.3 (−44.1)                                  | −32.5 (−26.5)                                  | −21.6 (−6.9)                                   | −8.4 (16.9)                                    | 0.1 (32.2)                                     | 5.3 (41.5)                                     | 2.5 (36.5)                                     | −7.9 (17.8)                                    | −20.5 (−4.9)                                   | −38.0 (−36.4)                                  | −40.1 (−40.2)                                  | −42.9 (−45.2)                                  |
| 평균 강수량 mm (인치)                          | 3.9 (0.15)                                     | 3.6 (0.14)                                     | 5.9 (0.23)                                     | 13.8 (0.54)                                    | 24.9 (0.98)                                    | 53.3 (2.10)                                    | 96.5 (3.80)                                    | 78.6 (3.09)                                    | 35.7 (1.41)                                    | 16.8 (0.66)                                    | 6.7 (0.26)                                     | 6.9 (0.27)                                     | 346.6 (13.63)                                  |
| 평균 강수일수 (≥ 0.1 mm)                       | 6.3                                            | 4.6                                            | 4.7                                            | 5.3                                            | 7.6                                            | 11.9                                           | 13.9                                           | 12.1                                           | 8.7                                            | 6.4                                            | 6.8                                            | 8.5                                            | 96.8                                           |
| 평균 강설일수                                  | 8.8                                            | 6.7                                            | 7.0                                            | 5.4                                            | 1.1                                            | 0.1                                            | 0                                              | 0                                              | 0.6                                            | 5.2                                            | 9.5                                            | 11.6                                           | 56                                             |
| 평균 상대 습도 (%)                             | 75                                             | 75                                             | 68                                             | 50                                             | 45                                             | 57                                             | 66                                             | 68                                             | 62                                             | 61                                             | 72                                             | 77                                             | 65                                             |
| 평균 월간 일조시간                             | 154.5                                          | 191.8                                          | 250.7                                          | 244.0                                          | 264.5                                          | 269.1                                          | 260.1                                          | 248.1                                          | 223.0                                          | 197.3                                          | 156.5                                          | 131.5                                          | 2,591.1                                        |
| 가능 일조율                                    | 57                                             | 66                                             | 67                                             | 59                                             | 56                                             | 56                                             | 54                                             | 56                                             | 60                                             | 60                                             | 58                                             | 52                                             | 58                                             |
| 출처: 중국기상국                               |                                                |                                                |                                                |                                                |                                                |                                                |                                                |                                                |                                                |                                                |                                                |                                                |                                                |

## 같이 보기
- 후룬 구룬